# 塞爾維亞歷史博物館

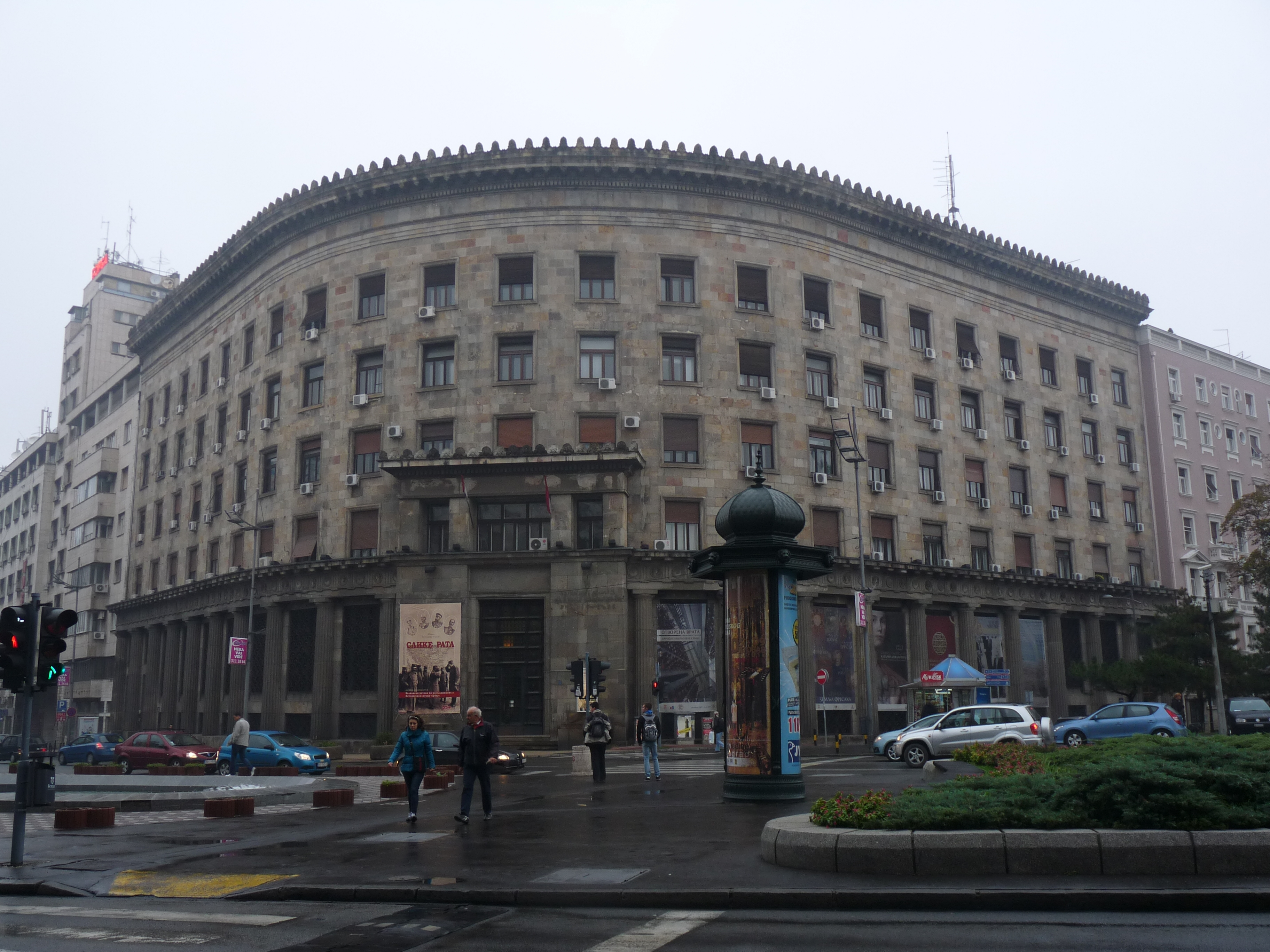

塞爾維亞歷史博物館是位於塞爾維亞首都貝爾格勒的一座歷史博物館。在南斯拉夫時期，塞爾維亞歷史博物館曾作為南斯拉夫共產主義者聯盟中央委員會址，後又更替作為南斯拉夫歷史博物館。博物館位於農業銀行大樓內。

## 外部連結
- .   [2022-03-16]. （原始内容存档于2020-12-21） （塞尔维亚语）.